# 拉斯·科伯
拉斯·科伯（德語：Lars Kober，1976年10月19日—），德国男子皮划艇运动员。他曾代表德国参加2000年夏季奥林匹克运动会皮划艇比赛，获得男子双人划艇1000米铜牌。